# 伏龍肝
伏龍肝,又名灶中黄土、釜下土、赤伏龍肝、灶心土、灶黃土，英译名，中药原料，系烧柴草的灶内中心焦土。
中医认为性辛温，入脾胃經，用来調中、收斂止血、燥濕、消腫。